# Ivo Brešan
Ivo Brešan [ívo bréšan], hrvaški književnik, scenarist in dramatik, * 27. maj 1936, Vodice, Hrvaška, † 3. januar 2017, Zagreb.

## Življenje in delo
Brešan je v Šibeniku končal osnovno šolo in gimnazijo. Na Filozofski fakulteti v Zagrebu je študiral slavistiko in filozofijo.
Med 2. svetovno vojno je njegova družina trpela, ker je oče podpiral NOV in POJ.
Brešan je poučeval na šibenski gimnaziji, nato pa je bil umetniški vodja Centra za kulturo »Šibenik« in Mednarodnega otroškega festivala. Postal je tudi ravnatelj Šibeniškega gledališča.
Pisati je začel leta 1955. Svoj prvi večji uspeh je doživel leta 1971 z delom Predstava Hamleta v vasi Mrduša Donja (Predstava Hamleta u selu Mrduša Donja). Igra se dogaja v poznih 1940-tih in pripoveduje o uradniku v majhni gorski vasi in o njegovem poskusu, da bi zaigrali Hamleta. Delo so obravnavali kot ostro kritiko komunizma, ki se jasno kaže skozi trinoštvo nepomembnih in neumnih uslužbencev, tako da je reklo »Mrduša Donja« postala sopomenka za opis vseh pojavov, ki so povezane z njo. Igra je med občinstvom in pri kritiki doživela velik uspeh. Tri leta kasneje je Papić posnel enako dobro sprejet film.
Poleg književnih del je pisal tudi filmske scenarije, najprej s Papićem, pozneje pa za svojega sina režiserja Vinka. Vinko je v 1990-tih postal znan s filmoma Kako se je začela vojna na mojem otoku (Kako je počeo rat na mom otoku) in Maršal. Film Maršall so večkrat tolmačili kot kritiko Tuđmanove dobe.
V letu 2003 je Brešan napisal znanstvenofantastični utopični roman Država Božja 2053 o prihodnosti Hrvaške. Nanj je vplival povečan vpliv Rimskokatoliške cerkve na hrvaško politiko. Država naj bi po Brešanu postala teokracija v iranskem smislu.

## Dela
Drame
- Groteskne tragedije (drame, Zagreb, 1979)
- Nove groteskne tragedije (drame, Zagreb, 1989)
- Tri drame (drame, Zagreb, 1993)
- Utvare (drame, Zagreb, 1997)

Proza
- Ptice nebeske (roman, Zagreb, 1990)
- Ispovijedi nekarakternog čovjeka (roman, Zagreb, 1996)
- Spletke (Zagreb 1997)
- Pukotine i druge priče (2000)
- Astaroth (roman, 2001)
- Kockanje sa sudbinom (roman, 2002)
- Država Božja 2053 (Država Božja 2053.) (roman, Sysprint, Zagreb 2003)
- Vražja utroba (roman, Sysprint, Zagreb 2004)
- Tri života Tonija Longina (roman, Jutarnji list, Zagreb 2005)
- Gorgone (Naklada Ljevak, Zagreb 2006)
- Katedrala (Naklada Ljevak, Zagreb 2007)

Odigrana dela
- Četiri podzemne rijeke (1970)
- Predstava Hamleta v vasi Mrduša Donja (Predstava Hamleta u selu Mrduša Donja) ( 1971., Teatar Itd)
- Smrt predsjednika kućnog savjeta (Gavella, 1979)
- Svečana večera u pogrebnom poduzeću (Lodz, Poljska, 1979., Teatr Novy)
- Arheološka iskapanja kod sela Dilj (Bribirska Glavica pri Šibeniku, 1980. Histrioni)
- Nečastivi na Filozofskom fakultetu (Hudič na Filozofski fakulteti) (MGL, Ljubljana, 1982)
- Anera (Dubrovnik, Kazalište Marin Držić, 1984)
- Viđenje Isusa Krista u kasarni V.P. 2507 (Beograd, Pozorište Boško Buha, 1988)
- Hidrocentrala v Suhem Dolu (Hidrocentrala u Suhom Dolu) (MGL, Ljubljana, 1985)
- Veliki manevri u tijesnim ulicama (Zagreb " Komedija ", 1990)
- Kratki kurs dugog propadanja (Mastodont, Autodenuncijacija, Kako je drug Jere Pičak isključen iz Saveza komunista, Egzekutor) (Gavella, Zagreb, 1991)
- Islandski stražari (Žar ptica, 1993)
- Ledeno sjeme (Lublin, Poljska, 1993)
- Stani malo, Zvonimire (Trešnja, Zagreb, 1994)
- Potopljena zvona (HNK, Zagreb, 1994)
- Julij Cezar (Julije Cezar) (HNK, Split, 1995)
- Nihilist iz Velike Mlake (HNK, Zagreb, 1998)
- Utvare (HNK, Osijek, 1998)
- Gnjida, (Kerempuh, Zagreb, 1999)

Scenariji
- Predstava Hamleta u selu Mrduša Donja (1973)
- Rešitelj (1976)
- Tajna Nikole Tesle (1980)
- Obećana zemlja (1986)
- Donator (1989)
- Kako je počeo rat na mom otoku (1996)
- Maršal (2000)
- Libertas (2004)

Televizijske drame in nadaljevanke
- Ptice nebeske (1989)
- Egzekutor (1991)